# Louis Bendixen
Louis Bendixen (Kopenhagen, 23 juni 1995) is een Deens voormalig wielrenner die in 2023 en 2024 reed voor Uno-X Pro Cycling Team. Ook nam hij deel aan de Deense kampioenschappen veldrijden voor beloften en junioren.

## Overwinningen
2021
Puchar MON
2022
1e en 2e etappe Ronde van Rhodos
Eindklassement Ronde van Rhodos

### Resultaten in voornaamste wedstrijden
|      | \| Jaar \| Gent-Wevelgem \| Ronde van Vlaanderen \| Parijs-Roubaix \| \| ---- \| ------------- \| -------------------- \| -------------- \| \| 2023 \| opgave \| opgave \| 98e \| |                      |                |
| Jaar | Gent-Wevelgem | Ronde van Vlaanderen | Parijs-Roubaix |
| 2023 | opgave | opgave               | 98e            |

## Ploegen
- 2016 –  Coloquick CULT
- 2017 –  Coloquick CULT
- 2018 –  Team Coop
- 2019 –  Team Coop
- 2020 –  Team Coop
- 2021 –  Team Coop
- 2022 –  Team Coop
- 2023 –  Uno-X Pro Cycling Team
- 2024 –  Uno-X Pro Cycling Team

Abrahamsen · Andersen · Bendixen · Blikra  · Blume Levy · Charmig · Dversnes · Eg · Fredheim · Gregaard · Gudmestad · Halvorsen · Hindsgaul · Holter · A. Johannessen · T. Johannessen · Kristoff · M. Kulset · S. Kulset · Larsen · Norman Leth · Resell · Sander Hansen · Skaarseth · Tiller · Træen · Urianstad · Wærenskjold
Abrahamsen · Andersen · Bendixen · Bévort · Blikra  · Blume Levy · Cort · Dversnes · Eiking (vanaf 8/2) · Fredheim · Gudmestad · Hoelgaard · Holter · Hvideberg · A. Johannessen · T. Johannessen · Kristoff · J. Kulset · M. Kulset · S. Kulset · Larsen · Leknessund · Løland · Resell · Sander Hansen · Skaarseth · Tiller · Urianstad · Wallin · Wærenskjold